# グリーノック
グリーノック (Greenock) は、スコットランドのタウンで、地方自治体インヴァークライドの行政の中心地である。
中央低地西部に位置し、西のゴウロックや東のポート・グラスゴーを含む都市圏の一角にある。人口は41,280人（2022年推計）で、1966年の78,000人をピークに減少を続けている。
歴史的に町の経済は、造船、精糖、毛織物産業に依存していたが、現在においてこれらの産業はその役割を終えている。最近までは電子機器製造により多くの雇用を産み出していたが、その雇用のほとんどはコールセンター業、金融、保険業、船舶輸出業に移っている。

## スポーツ
- グリノック・モートンFC

## 出身人物
- ウィリアム・キッド - 海賊
- エドワード・ケアード - 哲学者、神学者
- ジェイムズ・ガスリー - 画家
- ジェームズ・ワット - 発明家
- ジョン・ケアード - 哲学者
- ジョン・マッギオーク - ミュージシャン
- ヘイミッシュ・マッカン - 作曲家、教育者
- ホワイトアウト - ロックバンド

## 姉妹都市
- レバノン ベイルート
- リビア トリポリ